# Soziale Phobie
Soziale Phobien, auch Sozialphobien oder Soziophobien, gehören innerhalb der Angststörungen zur Gruppe der Phobien. Das zentrale Merkmal sind ausgeprägte Ängste, in sozialen Situationen im Zentrum der Aufmerksamkeit zu stehen oder sich peinlich oder beschämend zu verhalten.
Im DSM-5 und in der ICD-11 wird die Bezeichnung Soziale Angststörung benutzt, weil dadurch die Problematik (auch unter Ärzten) weniger bagatellisiert wird.

## Beschreibung
Menschen mit sozialer Phobie meiden gesellschaftliche Zusammenkünfte, da sie fürchten, Erwartungen anderer nicht zu erfüllen und auf Ablehnung stoßen zu können. Sie fürchten, dass ihnen ihre Nervosität oder Angst angesehen werden könnte, was ihre Angst oftmals noch weiter verstärkt. Begleitet wird die Angst oft von körperlichen Symptomen wie Erröten (siehe auch Erythrophobie), Zittern, Herzrasen, Schwitzen, Atemnot, Verkrampfung, Sprechhemmung und häufigen Versprechern, Schwindelgefühlen, Harndrang, Beklemmungsgefühlen in der Brust, Kopf- und Magenschmerzen, Durchfall, Übelkeit (Würgereiz) oder Panik sowie von kognitiven Symptomen wie Gedankenkreisen, Derealisation und Depersonalisation.
Um all das zu vermeiden, gehen Menschen mit sozialen Ängsten Situationen, in denen sie der Bewertung durch andere ausgesetzt sind, oft von vornherein aus dem Weg. Dies kann ein berufliches und privates Weiterkommen sehr erschweren und mitunter zu vollkommener sozialer Isolation führen. Die Störung kann über einen langen Zeitraum anhalten, zudem erkranken viele Betroffene noch zusätzlich an einer Depression oder werden abhängig von Alkohol, Beruhigungsmitteln oder anderen Drogen oder Medikamenten, welche die Symptome überdecken oder verdrängen können.
Soziale Phobien beginnen meist in Kindheit und Pubertät. In bestimmtem Rahmen und Ausmaß gelten Schüchternheit und soziale Gehemmtheit noch als normal. Die Diagnose sollte erst gestellt werden, wenn ungewöhnlich starke Ängste zu einem verhängnisvollen Vermeidungsverhalten in entsprechenden Situationen führen.
Kulturelle Unterschiede
Auch der kulturelle Hintergrund spielt eine Rolle dabei, wie genau sich eine soziale Phobie äußert. In ostasiatischen Kulturen etwa wird häufiger eine altruistische Variante beobachtet, die begleitet wird von der Befürchtung, dass „das eigene Erscheinungsbild, der Gesichtsausdruck oder die natürlichen Bewegungsabläufe oder etwa der Körpergeruch, der Augenkontakt oder das Erröten eine andere Person unangenehm berühren“ (siehe Taijin Kyōfushō). In westlichen Ländern dagegen dominiert eher eine egozentrische Variante, begleitet von der Befürchtung, sich selbst zu blamieren oder beschämt zu werden.

## Häufigkeit
Nach Schätzungen leiden zwei bis zehn Prozent der Bevölkerung unter sozialen Ängsten. Exakte Angaben sind schwierig, da sich soziale Phobien in ihrem Schweregrad stark unterscheiden können und insbesondere der Übergang von Schüchternheit zur sozialen Phobie schwierig zu bestimmen ist. Soziale Angst darf zudem nicht mit sozialen Defiziten verwechselt werden, obwohl die soziale Phobie aus sozialen Defiziten entstehen kann (oder auch erst zu diesen führen kann).
Eine Repräsentativstudie mit rund 4100 Teilnehmern aus der deutschen Allgemeinbevölkerung im Alter von 18 bis 65 Jahren ermittelte anhand eines standardisierten diagnostischen Interviews eine 12-Monats-Prävalenz von 2 %. Über die gesamte Lebenszeit waren laut US-amerikanischen Studien 7–12 Prozent der erwachsenen Bevölkerung von einer sozialen Phobie betroffen; Frauen etwas häufiger als Männer.
Eng umschriebene Sozialphobien, zum Beispiel nur Furcht vor öffentlichem Sprechen und Essen, sind eher selten. Am häufigsten ist die allgemeine Sozialphobie vor den meisten Aktivitäten im zwischenmenschlichen Bereich, wie an Partys oder Familienfesten teilzunehmen, anderen zu schreiben, neue Kontakte zu knüpfen (insbesondere zu Menschen begehrten Geschlechts) oder eine Unterhaltung mit dem Chef, den Kollegen, den Nachbarn und selbst mit Nahestehenden zu führen.

## Diagnose
Die Kurzbeschreibung der sozialen Phobie nach ICD-10 lautet:

„Furcht vor prüfender Betrachtung durch andere Menschen, die zu Vermeidung sozialer Situationen führt. Umfassendere soziale Phobien sind in der Regel mit niedrigem Selbstwertgefühl und Furcht vor Kritik verbunden. Sie können sich in Beschwerden wie Erröten, Händezittern, Übelkeit oder Drang zum Wasserlassen äußern. Dabei meint die betreffende Person manchmal, dass eine dieser sekundären Manifestationen der Angst das primäre Problem darstellt. Die Symptome können sich bis zu Panikattacken steigern.“

Um die Diagnose einer Sozialen Phobie stellen zu können, muss entweder das 1. oder das 2. Kriterium erfüllt sein:
- Deutliche Furcht, im Zentrum der Aufmerksamkeit zu stehen oder sich peinlich oder erniedrigend zu verhalten.

- Deutliche Vermeidung, im Zentrum der Aufmerksamkeit zu stehen oder von Situationen, in denen die Angst besteht, sich peinlich oder erniedrigend zu verhalten.

Diese Ängste treten in sozialen Situationen auf: etwa beim Essen oder Sprechen in der Öffentlichkeit, Begegnung von Bekannten in der Öffentlichkeit, Hinzukommen oder Teilnahme an kleinen Gruppen (wie z. B. bei Partys, Konferenzen oder in Klassenräumen).
Mindestens zwei der folgenden Angstsymptome in den gefürchteten Situationen müssen aufgetreten sein:
- Vegetative Symptome (Palpitationen, Herzklopfen oder erhöhte Herzfrequenz, Schweißausbrüche, Tremor, Mundtrockenheit)
- Symptome, die Brustkorb oder Bauch betreffen (Atembeschwerden, Beklemmungsgefühl, Thoraxschmerzen, Übelkeit oder abdominelle Missempfindungen)

- Psychische Symptome (Gefühl von Schwindel, Unsicherheit, Schwäche oder Benommenheit, Derealisations- oder Depersonalisationsgefühle, Angst vor Kontrollverlust, verrückt zu werden oder “auszuflippen”, Angst zu sterben)
- Allgemeine Symptome (Hitzewallungen oder Kälteschauer, Gefühllosigkeit oder Kribbelgefühle)

Zusätzlich muss mindestens eins der folgenden Symptome aufgetreten sein:
- Erröten oder Zittern

- Angst zu Erbrechen

- Miktions- oder Defäkationsdrang oder Angst davor

Es besteht eine deutliche emotionale Belastung durch die Angstsymptome oder das Vermeidungsverhalten sowie Einsicht, dass die Symptome oder das Vermeidungsverhalten übertrieben und unvernünftig sind.
Die Symptome beschränken sich ausschließlich oder vornehmlich auf die gefürchteten Situationen oder auf Gedanken an diese.
Die Symptome sind nicht bedingt durch Wahn, Halluzinationen oder andere Symptome der Störungsgruppen organische psychische Störungen, Schizophrenie, affektive Störungen oder eine Zwangsstörung und sind nicht Folge von kulturell akzeptierten Anschauungen.

### Subtypen
Die soziale Phobie wurde von Isaac Marks und Michael Gelder im Jahr 1966 zunächst als Angst vor sozialen Situationen beschrieben, in denen der Betroffene im Mittelpunkt der Aufmerksamkeit steht und spezielle Tätigkeiten ausführt (z. B. öffentliches Schreiben oder Ausstellen eines Schecks). Im DSM-III von 1980 bezog man sich zunächst auf diese Definition, also darauf, dass es sich um eine Angst vor sehr spezifischen Situationen handelt. Seit 1987 werden jedoch zwei Unterformen unterschieden: ein diskreter (nicht-generalisierter) Subtyp und ein generalisierter Subtyp. Die generalisierte Form wurde eingeführt, weil viele Patienten mehrere verschiedenartige Situationen fürchten. Obwohl eine Subtypisierung umstritten ist, findet sich im DSM-IV (1994) weiterhin diese Unterscheidung. Im DSM-5 wurde diese Einteilung beibehalten, aber umgedreht.

### Abgrenzungen
Ein Hauptproblem bei der Differenzialdiagnostik der sozialen Phobie liegt in der erheblichen Kriterienüberlappung mit der ängstlich-vermeidenden Persönlichkeitsstörung (ÄVPS). Sozialphobiker haben aber meist eng umschriebene Ängste (zum Beispiel vor Prüfungen, öffentlichen Reden), während die von ängstlich-vermeidenden Persönlichkeiten weit auf viele unterschiedliche Situationen ausgedehnt sind. Außerdem wird die ängstlich-vermeidende Persönlichkeitsstörung im höheren Maße als ich-synton erlebt: Das heißt, dass Betroffene ihre ängstlichen Denkmuster und ihr unsicheres Verhalten trotz Leidensdruck als integrativen Bestandteil ihrer Persönlichkeit betrachten. Sozialphobiker hingegen erleben ihre Symptome eindeutig und klar als Störung, die nicht Teil ihrer Persönlichkeit ist (Ich-Dystonie).
Menschen mit sozialen Phobien ängstigen eher die sozialen Begleitumstände, als die Intimität enger persönlicher Beziehungen – vor der sich ängstlich-vermeidende Personen fürchten. Wichtige Merkmale zur Unterscheidung sind schließlich bei Personen mit ängstlich-vermeidender Persönlichkeitsstörung das allgemeine Unbehagen in den meisten sozialen Situationen, die deutliche Angst vor Kritik und Zurückweisung und ausgeprägte Schüchternheit. Im Gegensatz zur Sozialphobie zeigen sich erste Anzeichen einer ÄVPS auch bereits in der frühen Kindheit und entwickeln sich dann lebenslang.

### Komorbidität
Alle Angststörungen treten sowohl häufig untereinander als auch zusammen mit anderen psychischen Erkrankungen auf. Mehr als die Hälfte der Menschen mit sozialer Phobie leidet zu irgendeinem Zeitpunkt ihres Lebens zusätzlich an einer anderen oder mehreren anderen Angststörungen. Die seltene und noch weitgehend unerforschte Kommunikationsstörung Mutismus kann in Begleitung der Sozialphobie auftreten. Häufig sind auch Depressionen in Verbindung mit Angsterkrankungen. Etwa ein Drittel konsumiert Alkohol. Sehr oft ist ebenfalls die Kombination von sozialer Phobie und ADHS zu beobachten (insbesondere bei SCT-Symptomatik).

## Ursachen
Psychologische Faktoren
Lerntheoretische Ansätze sehen soziale Ängste durch Vermeidungskonditionierung bedingt. Dabei wirkt das Vermeiden einer angstauslösenden Situation angstmindernd. Wird in sozialen Situationen Angst verspürt, wird diese Situation weitgehend vermieden. Auch Prozesse des Modelllernens können für die soziale Phobie verantwortlich sein. Beobachtungslernen, also das Beobachten von phobischen Reaktionen, kann selbst angstauslösend sein.
Vermeidung wird bei phobischen Störungen als Ursache für die Aufrechterhaltung der Störung gesehen, weil keine korrigierende Erfahrung gesammelt werden kann und damit keine Gewöhnung an die angstauslösenden Reize (Habituation) erfolgt. Da soziale Situationen aber nicht durchgängig vermieden werden können, gehen David M. Clark und Adrian Wells (1995) in ihrem kognitiven Modell von drei Faktoren aus, die sie für die Aufrechterhaltung der sozialen Phobie verantwortlich machen:
- stärkere Selbstaufmerksamkeit
- Sicherheitsverhalten[17]
- andere Verarbeitungsprozesse vor, während und nach der sozialen Situation

Kognitionspsychologische Theorien fokussieren dabei vor allem auf die Rolle, welche Ängste Einfluss auf die Verarbeitung von Informationen haben. Dabei sehen sich Menschen mit sozialen Ängsten meist negativer und machen sich mehr Sorgen. Die Sozialkontakte werden so negativer wahrgenommen, als sie sind. Kern der Störung sind dabei negativ verzerrte Selbstbilder, die eine aufrechterhaltende Bedingung der Störung darstellen. (Hackmann, Clark & McManus, 2000, S. 605).
In diesem Zusammenhang wird allerdings auch immer eine physiologische Bereitschaft zur Entwicklung bestimmter Ängste angeführt. So ist es anscheinend möglich, dass Angst vor bestimmten Objekten und Situationen leichter erlernt wird. Hinzu kommt auch eine mögliche angeborene oder erworbene Disposition, Ängste zu entwickeln. Häufig sind sowohl negative Erfahrungen mit bestimmten Objekten und Situationen als auch eine genetische Disposition (s. u.) verantwortlich. Auslöser für phobische Reaktionen sind häufig Situationen, in denen sich die Betroffenen in besonderem Maße der Kritik, möglichen Fehlern, der Beobachtung, einer vermeintlichen Blamage ausgesetzt sehen, zum Beispiel bei gesellschaftlichen Veranstaltungen oder beim Autofahren.
Die Psychoanalyse geht davon aus, dass unterschiedliche Bedingungen die Entwicklung von Angst fördern. Sie besagt, dass Angst eine Reaktion des Ichs auf eine drohende Gefahr ist. Sowohl traumatische Erlebnisse als auch verdrängte psychische Inhalte können eine Angstreaktion des Ichs auslösen. Aber auch bindungstheoretische Gesichtspunkte werden in den zeitgemäßen Theorien einbezogen. Hier ist vor allem die Trennungsangst von entscheidender Bedeutung. Auch das Abwehr-Sicherheits-Modell wird als Erklärungsmodell herangezogen. In der Psychoanalyse wird zwischen unterschiedlichen Angstarten unterschieden. Je nach zu unterscheidender psychoanalytischer Theorie werden die Gründe für die Angst in unterschiedlichen Ursachen gesehen.
Eine besondere Bedeutung wird der Schamangst im Zusammenhang mit der sozialen Phobie zugeschrieben. Sie beschreibt eine drohende Gefahr, bloßgestellt zu werden oder vor Demütigung und Zurückweisung. Dabei dient sie gleichzeitig der Abwehr vor grandiosen und exhibitionistischen Wünschen, in den Augen von Anderen besonders gut dazustehen und sich als besonderer Mensch zeigen zu können. Diese Wünsche werden abgewehrt, indem eine tatsächliche Angst vor der sozialen Situation entsteht und diese vermieden wird. Ein Defizit im Selbstkonzept führt dabei zu Überkompensationen. Der Schamaffekt ist aber auch im Zusammenhang mit überwältigenden traumatischen Erfahrungen von Hilflosigkeit und konkreten Beschämungen zu betrachten. Zudem kann die Schamangst als Signalangst verstanden werden, die vor Zurückweisung schützen soll.
Biologische Faktoren
Zwillingsstudien (Studien mit eineiigen Zwillingen, die getrennt voneinander aufwuchsen) lassen vermuten, dass eine genetische Disposition mit ursächlich ist. Erkrankt ein Zwilling an einer sozialen Phobie, erkrankt der andere mit 30–50-prozentiger Wahrscheinlichkeit ebenfalls daran. Es hängt vermutlich von Umwelteinflüssen ab, ob die Veranlagung sich manifestiert. Seit 2013 erforschen Wissenschaftler der Universitätsklinik Bonn die (genetischen) Ursachen der sozialen Phobie.

## Behandlung

### Psychotherapie
An erster Stelle wird die Kognitive Verhaltenstherapie als wirksame psychotherapeutische Behandlung empfohlen. Betroffene überprüfen und verändern darin ihre negativen Bewertungsmuster und Grundüberzeugungen. Gleichzeitig lernen sie, Risiken einzugehen und mit möglichen Fehlern und Ablehnung umzugehen. Perfektionsansprüche werden hinterfragt sowie die Selbstakzeptanz und die Unabhängigkeit von der Meinung anderer gestärkt. Ein spezifischer Ansatz ist die Imagery Rescripting & Reprocessing Therapy, mit dem negative Selbstbilder verändert werden sollen. Auch in etlichen EMDR-Studien wurden Prüfungs-, Auftritts- und Redeängste signifikant verbessert; hierbei wird davon ausgegangen, dass die EMDR-Stimulation negative Selbstbilder mittels Rekonsolidierung im Arbeitsgedächtnis verändert.
Unterstützend zu einer Therapie gelten körperliche Aktivität sowie Entspannungsübungen (wie Progressive Muskelentspannung, Autogenes Training) als angstlindernd. Die Wirksamkeit wurde sowohl in Kombination als auch ohne medikamentöse Therapie nachgewiesen. In spezifischen Trainings können soziale Kompetenzen erweitert und verfestigt sowie Angstreaktionen durch Reizkonfrontation abgebaut werden.
In der psychoanalytischen Behandlung wird versucht, zugrunde liegende psychische Konflikte zu bearbeiten, welche die Angst auslösen sollen. Auch eine eventuell auftretende Schwäche des Strukturniveaus kann Ziel einer Behandlung sein. Sven Olaf Hoffmann kritisierte, dass soziale Ängste bisher in der Psychoanalyse unterschätzt wurden und dementsprechend kaum therapeutische Modelle vorliegen. Hoffmann entwickelte daher eine spezielle, manualisierte psychodynamische Therapie für soziale Phobien.
Auch die Teilnahme an Selbsthilfegruppen, die sich des Problems der sozialen Phobie angenommen haben, kann nützlich sein.

### Medikamente
Am häufigsten kommen Antidepressiva bei der Behandlung der sozialen Phobie zum Einsatz. In Deutschland sind die Serotonin-Wiederaufnahmehemmer (SSRI) Escitalopram, Paroxetin, Sertralin und das SNRI Venlafaxin zugelassen. Dabei gelten die SSRI und Venlafaxin als erste Wahl. Auch Fluoxetin und Mirtazapin sind möglicherweise wirksam, beide gelten aber eher als Zweitlinientherapie. Der MAO-Hemmer Phenelzin hat sich ebenfalls als sehr wirksam erwiesen und zeigte eine der höchsten Effektstärken überhaupt, er wird wegen der Notwendigkeit einer tyraminarmen Diät aber nicht als erste Wahl empfohlen. Der einzige in Deutschland noch erhältliche irreversible MAO-Hemmer ist Tranylcypromin, welcher ebenfalls gegen Sozialphobie und im Besonderen komorbid auftretende Depressionen eine hohe Remissionsrate aufweist. Allerdings bietet auch Tranylcypromin ein eher ungünstiges Nebenwirkungsprofil sowie die Gefahr von hypertensiven Krisen. Als Alternative gilt der reversible MAO-Hemmer Moclobemid, welcher keine Diät erfordert, aber eher niedrig-potent ist.
Die höchste Remissionsrate bzw. Wirksamkeit generell weisen Benzodiazepine auf. Diese wirken sich anxiolytisch (angstmindernd), relaxierend (entspannend) sowie teils auch hypnotisch (schlafbegünstigend) und antidepressiv auf das Nervensystem aus, indem sie in den GABA-Haushalt des Patienten eingreifen. Im Gegensatz zu Antidepressiva wirken diese Arzneimittel nicht erst nach Wochen oder gar Monaten, sondern einige Minuten nach der Einnahme. Zudem haben Benzodiazepine generell ein vergleichbar günstiges Nebenwirkungs- und Wechselwirkungsprofil, bergen dafür jedoch immer die Gefahr des Missbrauchs (siehe auch Missbrauch von Benzodiazepinen). Besonders bei täglicher oder gar mehrmals-täglicher Einnahme von Benzodiazepinen kommt es für gewöhnlich zu einer rapiden Toleranzentwicklung, weshalb das Einnahmeintervall Pausen beinhalten sollte. Vergleichbar zu Antidepressiva steht eine breite Auswahl an Wirkstoffen zur Verfügung, wobei unter Umständen mehrere Stoffe individualisiert am Patienten erprobt werden müssen, bis ein geeignetes Benzodiazepin gefunden wird. Auch Halbwertszeit und Wirkungsschwerpunkt fließen in die Selektion ein. Üblich sind z. B. Diazepam, Lorazepam, Alprazolam, Bromazepam, oder Oxazepam. In den USA ist zudem Clonazepam zugelassen.
Ferner können auch andere Wirkstoffklassen wie Neuroleptika (z. B. Promethazin), Antiepileptika (z. B. Gabapentin) oder auch Betablocker eingesetzt werden. Betablocker wirken allerdings hauptsächlich gegen körperliche Symptome (z. B. Tremor in Extremitäten und Stimme). In den USA werden daneben auch Amphetamine wie Dextroamphetamin auf Off-Label Basis eingesetzt, da sie ebenfalls auf Neurotransmitter einwirken.